# Д-2 «Народоволець»
| Підводний човен типу «Декабрист» (I серія) Д-2 | Підводний човен типу «Декабрист» (I серія) Д-2                                    | Підводний човен типу «Декабрист» (I серія) Д-2                                    |
| ---------------------------------------------- | --------------------------------------------------------------------------------- | --------------------------------------------------------------------------------- |
|                                                |                                                                                   |                                                                                   |
|                                                |                                                                                   |                                                                                   |
|                                                |                                                                                   |                                                                                   |
| Під прапором                                   | СРСР                                                                              | СРСР                                                                              |
| Спуск на воду                                  | 19 травня 1929 року                                                               | 19 травня 1929 року                                                               |
| Виведений зі складу флоту                      | 31 грудня 1940 року                                                               | 31 грудня 1940 року                                                               |
| Проєкт                                         |                                                                                   |                                                                                   |
| Тип ПЧ                                         | Великий торпедний підводний човен                                                 | Великий торпедний підводний човен                                                 |
| Розробник проєкту                              | Техбюро № 4 Балтійського заводу, Ленінград                                        | Техбюро № 4 Балтійського заводу, Ленінград                                        |
| Головний конструктор                           | Б. М. Малінін                                                                     | Б. М. Малінін                                                                     |
| Основні характеристики                         |                                                                                   |                                                                                   |
| Швидкість (надводна)                           | 15,3 вузлів                                                                       | 15,3 вузлів                                                                       |
| Швидкість (підводна)                           | 8,9 вузла (економічна 2,9 вуз.)                                                   | 8,9 вузла (економічна 2,9 вуз.)                                                   |
| Робоча глибина занурення                       | 75 м                                                                              | 75 м                                                                              |
| Гранична глибина занурення                     | 90 м                                                                              | 90 м                                                                              |
| Автономність плавання                          | 47 діб                                                                            | 47 діб                                                                            |
| Екіпаж                                         | 53 особи                                                                          | 53 особи                                                                          |
| Розміри                                        |                                                                                   |                                                                                   |
| Довжина найбільша (по КВЛ)                     | 76 м                                                                              | 76 м                                                                              |
| Ширина корпусу найб.                           | 6,5 м                                                                             | 6,5 м                                                                             |
| Середня осадка (по КВЛ)                        | 3,8 м                                                                             | 3,8 м                                                                             |
| Водотоннажність надводна                       | 933 т                                                                             | 933 т                                                                             |
| Озброєння                                      |                                                                                   |                                                                                   |
| Артилерія                                      | 1 × 102-мм і 1 × 45-мм гармати                                                    | 1 × 102-мм і 1 × 45-мм гармати                                                    |
| Торпедно- мінне озброєння                      | носові: 6 ТА калібру 533-мм (12 торпед), кормові: 2 ТА калібру 533-мм (2 торпеди) | носові: 6 ТА калібру 533-мм (12 торпед), кормові: 2 ТА калібру 533-мм (2 торпеди) |
| ППО                                            | 1 x 45 мм/46 21-К, 1 кулемет                                                      | 1 x 45 мм/46 21-К, 1 кулемет                                                      |

«Декабри́ст» (I серія, Д-2) — радянський підводний човен, перший, побудований за радянським проєктом.

## Історія

### Довоєнні роки
«Народоволець» був закладений 5 березня 1927 року і спущений на воду 19 травня 1929 року. До складу морських сил човен був прийнятий 11 жовтня 1931 р.
31 жовтня того ж року під час випробовувань у Кронштадті зіткнувся з парусною шхуною «Сильна», з вини самої шхуни, човен отримав мінімальні пошкодження. 18 травня 1933 року човен здійснив перехід від Ленінграда до Мурманська по Біломорсько-Балтійському каналу. Попри доволі важкий маршрут, він зумів дістатися до Сорокської губи, де човен проінспектував сам генеральний секретар ЦК ВКП(б) Йосип Сталін та інші високі гості. Після проведення ряду випробувань човен успішно прибув до Мурманська 5 серпня 1933 року.
У 1934 році була зроблена спроба походу до Нової Землі, однак через скрутні метеоумови човен зумів дістатися лише до мису Нордкап. Наступного року при ще гірших умовах човен таки здійснив успішний похід до Нової Землі.
У 1935 році човен мав на своєму рахунку 107 днів у поході. У 1936 році човен виконав 28-денний похід Білим морем, а потім ще один арктичний похід, пройшовши за 50 діб 5803 милі, з них 501 під водою, що було значним «стаханівським» досягненням для того часу.
З 15 квітня по 5 травня 1939 року брав участь у супроводі літака «Москва» під час безпосадкового перельоту до США. Під час цього плавання благополучно пережив 11-бальний шторм.
22 вересня човен став на капітальний ремонт та модернізацію в Ленінграді. Ремонт тривав до 1941 року. Коли розпочалася війна, стан закінчення ремонту був 95,8 %. По доводці човен перебував в акваторії р. Нева, Кронштадті, та близько 11 місяців простояв в Ленінграді у набережної Робеспьєра. Човен брав участь у відбитті авіанальотів, а його екіпаж у складі морської піхоти бився на сухопутному фронті. Лише у вересні 1942 року човен знову розпочав морські дії.

### Перший бойовий похід
23 вересня 1941 року човен вийшов у свій перший бойовий похід. 24 вересня о 16:52 в 45 кабельтових північно-західніше від острова Готланд човен потрапив у протичовнову сітку і сильно вдарилася об ґрунт. Вийшло з ладу вертикальне кермо, були зірвані мінні відводи носових горизонтальних рулів. О 21:14 човну вдалося звільнитися від сітки. Після ремонту, проведеного 13 водолазами, керованість човна вдалося відновити.
29 вересня Д-2 закінчив форсування Фінської затоки та направився до мису Ристна. 30 вересня зробив перехід до острова Борнгольм. 3 жовтня в районі маяка Хегбю човен помітив конвой у складі двох транспортів та двох міноносців. По одному з транспортів з відстані 6 кабельтових були випущені 2 торпеди. Однак попри те, що радянська історіографія стверджує про потоплення транспорту тоннажністю не менше 12 000 тонн, ці дані ніяк не підтверджені.
7 жовтня поблизу Істада човен атакував транспорт. У результаті пострілу човен викинуло на поверхню, а транспорт зумів увернутися від торпеди. Наступного дня в 36 милях на північ від маяка Рюгенвальде, човен атакував шведський транспорт «Гуннар», який також увернувся від торпеди.
11 жовтня 1942 року в 18 милях південно-східніше маяка Смюгехук атакував німецький транспорт «Тимандра», однак торпеда пройшла мимо.
14 жовтня човен провів одразу дві торпедні атаки: першу о 10:39, там же, де й трьома днями раніше, торпеда пройшла повз ціль. Друга атака о 16:33 в точці з координатами 55° 11'  пн. ш., 13° 39' сх. д. однією торпедою був потоплений німецький транспорт «Jacobus Fritzen» (4090 брт), з вантажем вугілля, на судні були 1 загиблий та 3 поранені.
16 жовтня в результанті аварії затоплено артилерійський погріб. 18 жовтня човен потрапив у рибацьку сітку.
19 жовтня в точці з координатами 55° 11' пн. ш., 19° 13' сх. д. човен атакував двома торпедами конвой, що складався зі шведського залізничного порома «Konung Gustav V» (3150 брт), німецького залізничного порома «Deutschland» (2972 брт), 1 допоміжного крейсера та 5 сторожових суден. Одна з торпед влучила в ціль і пошкодила німецький пором, на якому загинуло 24 і було поранено 29 солдатів Норвезького добровільного підрозділу, що їхали додому у відпустку. Пором зумів дійти до Треллеборга, де був пізніше відремонтований. Охорона конвою безрезультатно атакувала човен, скинувши 16 глибинних бомб.
29 жовтня човен був знайдений та атакований сторожовим судном у 10 милях східніше о. Богшер. Атака була невдалою, жодна з 48 глибинних бомб не досягла цілі. 6 листопада човен благополучно повернувся в Кронштадт.
10 листопада місце стоянки човна обстріляла німецька артилерія, випущено бл. 600 снарядів, човен пошкоджень не отримав.
З листопада по травень 1943 року перебував на ремонті. Далі фактично жодних активних дій човен не чинив і простояв до жовтня 1944 року, коли відправився у свій другий бойовий похід.

### Другий бойовий похід
1 жовтня 1944 року човен вийшов із Кронштадта в Балтійське море, одразу по виходу його стали переслідувати поломки різної важкості. Наприклад, 6 жовтня зламалося вертикальне кермо, у результаті поломки човен більше ніж пів години не міг зануритись під воду. 8 жовтня 1944 року в 33 милях від мису Хоборг човен атакував транспорт (шведське риболовне судно), торпеди в ціль не влучили. 11 жовтня знову поломка в вертикальному рулі. 19-го залило шахту перископа. Подібні дрібні поломки переслідували човен щоденно.
26 жовтня 1944 року човен атакував конвой, що складався з транспорту, міноносця та сторожового корабля. Були випущені дві торпеди які влучили в транспорт, по заявах радянського командування, потоплений транспорт «Nina» (1371 брт), однак це не підтверджено. Але на човен скинули 5 глибинних бомб, від розривів яких сильно ушкодило вертикальне кермо.
30 жовтня човен прибув у Турку, звідки перейшов до Гельсінкі, де став на ремонт до 29 числа.

### Третій бойовий похід
12 грудня 1944 року човен вийшов із Гельсінкі у свій третій похід. 14 грудня 1944 року човен прибув у сектор західніше Віндави. Весь час були поломки дизелів: вони сильно іскрили та давали пароутворення у вихлопах у воду.
16 грудня човен спробував атакувати конвой, але був відігнаний сторожовими силами.
23 числа атакував транспорт, випустивши дві торпеди, що не влучили в ціль. Уночі 26 грудня знову спробувала атакувати конвой, однак охорона не підпустила човен близько. 29 атакував конвой, у результаті атаки зафіксоване влучання торпеди в транспорт, однак його потоплення ніде не відмічено.
1 січня човен безрезультатно атакований кораблями протичовнової оборони. 3 січня знову атакував транспорт, і знову торпеди пройшли мимо.
16 січня під час шторму пошкоджені горизонтальні рулі. 18 січня в результаті шторму на глибині 62 метри човен отримав ушкодження в результаті удару по кам'яному ґрунту і після цього взяв курс на базу. 20 січня прибув у Ханко. Стала на ремонт.
20 квітня 1945 року човен вийшов у свій четвертий похід. 22 квітня 1945 року поблизу острова Готланд атакований кораблями протичовнової оборони, які безрезультатно скинули на нього 68 глибинних бомб. 27 квітня знову атакований протичовновим кораблем, що скинув 7 бомб, в результаті атаки в 6-му відсіку утворилося протікання. 1 травня, так і не знайшовши цілі і нікого й не атакувавши, човен повернувся в Турку.

### Післявоєнні роки
Після війни 25 лютого 1946 року причислений до Північного-балтійського флоту, а в 1947 році — до 8-го Військово-морського флоту. У 1952 році, попри свій вік, був одним із найкращих човнів в окремому навчальному дивізіоні.
20 червня 1956 року роззброєний та перетворений на навчально-тренувальну станцію (УТС-6). У 1969 році поступає пропозиція перетворити човен на музей, вдовольняють цю пропозицію аж 18 серпня 1986 року. Діє і до сьогодні.